# Bibliothèque numérique
Pour un article plus général, voir Base de données multimédia.
Pour les articles homonymes, voir bibliothèque (homonymie).
Une bibliothèque numérique (virtuelle ou en ligne ou électronique) est une collection de documents (textes, images, sons) numériques (c'est-à-dire numérisés ou nés numériques) accessibles à distance (en particulier via Internet), proposant différentes modalités d'accès à l'information aux publics. Les documents peuvent être très élaborés, comme les livres numériques, ou beaucoup plus bruts.
Elle peut aussi être définie comme un ensemble de collections mises en ligne pour un public précis.

## Définition
La Digital Library Federation (DLF) propose la définition suivante : « Les bibliothèques numériques sont des organisations qui fournissent les ressources, incluant un personnel qualifié, pour sélectionner, structurer, offrir un accès intellectuel à, interpréter, distribuer et préserver l'intégrité de, et assurer la pérennité, des collections de travaux numériques afin qu'elles puissent être aisément et économiquement accessibles à une communauté définie, ou à un ensemble de communautés ». Il s'agit donc d'une innovation à la fois technologique et sociale, puisque son but premier est de mettre l'accent sur une amélioration du service aux utilisateurs.
Le terme de « bibliothèque virtuelle » a souvent été utilisé dans le même sens que « bibliothèque numérique », mais il est maintenant principalement utilisé pour les bibliothèques qui ont un contenu nativement sous format numérique.
Bien qu'il en existe plusieurs sortes, toutes les bibliothèques numériques possèdent habituellement trois caractéristiques communes: une collection de ressources partageant les mêmes types d'encodage et de diffusion, l'utilisation des métadonnées comme clefs de ressources, et l'expression textuelle de ces métadonnées peu importe le format de la ressource.

## Histoire
Dès les années 1970, avant même l'ère du World Wide Web, nous assistions déjà à certaines collections qui laissaient présager les bibliothèques numériques : le Projet Gutenberg fut l'un des premiers en 1971 avec sa numérisation d’œuvres tombées au domaine public, suivi quelques années plus tard (en 1985) par le Projet Perseus et Netlib. Il est toutefois important de noter que ce ne sont pas les seules collections d'œuvres numérisées à être apparues avant les années 1990 (il y a bien eu des archives diverses, des articles scientifiques, etc.), et que c'est cet ensemble de projets mis en relation qui a permis l'avènement des bibliothèques numériques. À l'époque, ces dernières s'adressaient à un public très spécifique, majoritairement composé de spécialistes ou d'étudiants.
C'est avec le tournant des années 1990 et le boom de la Toile que ces collections se sont popularisées. C'est en 1988 que le terme anglais « digital library » (« bibliothèque numérique ») aurait été utilisé pour la première fois dans un rapport de la Corporation for National Research Initiatives ; le terme a ensuite été popularisé par la National Science Foundation/Defense Advanced Research Projects Agency/NASA Digital Librairies Initiative en 1994. Ils s’inspirent fortement de As We May Think de Vannevar Bush en 1945, qui a donné une vision du point de vue de l'expérience de l'utilisateur et non de la technologie.
Le véritable essor des bibliothèques numériques survient toutefois après les années 2000, lorsque Google lance Google Livres, créant une polémique à la fois sociale, scientifique et judiciaire qui remettait en question jusqu'à l'utilité des bibliothèques. Pour suivre le nouveau mouvement créé, d'autres institutions créent à leur tour leurs collections numériques comme Gallica, Europeana, Euréka et bien d'autres.
Selon Lyne Da Sylva, professeure agréée de l'école de bibliothéconomie de l'Université de Montréal, il y aurait quatre facteurs principaux qui auraient favorisé l'émergence et l'expansion des bibliothèques numériques : l'évolution des interfaces, la miniaturisation et augmentation de la performance de la micro-informatique, la sophistication des technologies de réseau et la prolifération des technologies textuelles. Les premières interfaces étaient unidimensionnelles, n'offrant que la ligne de texte; ce n'est qu'à l'arrivée des représentations graphiques tridimensionnelles (avec l'Hypertexte) que les utilisateurs ont commencé à modifier leurs préférences de lecture pour favoriser le numérique, plutôt que les ouvrages physiques des bibliothèques traditionnelles. Avec le temps, les technologies textuelles se sont aussi énormément améliorées, notamment par l'apport des langages de balisage comme HTML et XML, les formats de lecture comme PDF, et le processus de plus en plus facile et accessible de numérisation.[réf. nécessaire]
La première bibliothèque hybride (associant les deux types d'ouvrages, soit physiques et numériques) est apparue au Royaume-Uni dans les années 1990, à des fins universitaires. Depuis, ce type de bibliothèque ne cesse de se propager, offrant de plus en plus de contenus numériques aux utilisateurs, certaines allant même jusqu'à être exclusivement numériques. Cette facilité d'accès amène néanmoins de nouveaux problèmes, qui relevaient déjà de la bibliothéconomie traditionnelle mais qui ont été accrus avec le Web; ne notons au passage que toutes les questions touchant les droits d'auteurs, et les lois sur la diffusion.

## Distinctions
Une distinction est faite entre les données dont le format est nativement numérique et les données qui sont converties depuis un autre format, comme le papier, par la numérisation.
On peut distinguer les bibliothèques numériques à visée commerciale (plus souvent appelées « librairies numériques ») directes (Amazon, Cyberlibris, Numilog.com, Mobipocket.com, E-plateforme, etc.) ou indirectes (Google Livres, YouTube, etc.), et les projets à valeur plus patrimoniale, visant à offrir une meilleure accessibilité à des documents culturels importants (Europeana, Les classiques des sciences sociales, BAnQ numérique, etc.).
Les bibliothèques numériques sont souvent thématiques (textes, photographies, films), mais il y en a également des plus généralistes. Elles impliquent de nouvelles compétences (dans le domaine du numérique et des NTIC) pour le métier de bibliothécaire, avec notamment d'importants changements dans la conservation des supports (au niveau de la numérisation, de la sauvegarde, et bien d'autres) et dans le repérage de l'information.
Certains croient que l'Internet peut être considéré en lui-même comme une gigantesque bibliothèque numérique, « universelle » dont une partie est disponible en Open data et offre souvent des possibilités de services personnalisés en ligne. Ces personnes sont généralement divisées en deux groupes, ceux qui présenteraient cette bibliothèque comme le « Cauchemar de Babel », tandis que les autres la voient plutôt comme un trésor mis à disposition de tous par les autres. Cet idéal de « bibliothèque universelle » est de plus en plus accessible grâce aux outils de traduction en ligne, de travail collaboratif et d'indexation permettant aux moteurs de recherche de mieux répertorier ces ressources. Néanmoins, d'autres penseurs penchent plutôt du côté de la bibliothèque numérique qui se différencie des autres institutions par des fonctionnalités qui la caractérisent, éliminant de ce fait l'hypothèse du web comme bibliothèque numérique : entre autres, une bibliothèque numérique se qualifie par son assemblage structuré de collections selon une manière intentionnelle et une ligne directrice. « En ce sens, le Web dans sa globalité, à cause de l'absence de concertation pour l'assemblage des ressources, ne peut être considéré comme une véritable bibliothèque numérique ».

## Institutions de la bibliothèque numérique
La grande institution que forme la bibliothèque numérique s'appuie sur trois piliers, soit trois autres institutions qui la composent : les archives, les bibliothèques en soi et les musées, qui sont chacune liées à un aspect problématique lors de leur transposition au domaine numérique.

### Archives numériques
Les archives sont un « ensemble de documents hors d’usage courant rassemblés et conservés pour servir à l’histoire d’une collectivité ou d’un individu ». Dans leur définition, par principe, le support n'a pas d'importance : une archive peut prendre diverses formes à travers divers médias. Le fait de qualifier des archives numériques est donc techniquement superflu, mais sert principalement à désigner des archives qui ont été numérisées pour être accessibles en ligne. L'avantage des documents numériques versus les documents physiques est qu'ils sont plus facilement stockables et déplaçables, et peuvent être ainsi reproduits ailleurs. Cela vient toutefois poser de nombreux problèmes, notamment au niveau de la protection des renseignements personnels ou des contrats de donation. Leur numérisation permet néanmoins d'en assurer la pérennité, qui est un enjeu central à la question des archives. Cela permet également de baliser les documents (entre autres grâce à LaTeX), ce qui facilite énormément la recherche d'informations spécifiques à l'intérieur des archives.

### Musées
Les musées passent de plus en plus au volet dit numérique en permettant un accès en ligne à la description des œuvres affichées. Ils représentent une institution de la bibliothèque numérique de par leur définition même : « un musée est une institution permanente sans but lucratif au service de la société et de son développement, ouverte au public, qui acquiert, conserve, étudie, expose et transmet le patrimoine matériel et immatériel de l'humanité et de son environnement à des fins d'études, d'éducation et de délectation ». Ils ont donc le même principe d'organisation, d'archivage et de diffusion qu'une bibliothèque numérique. Le principal défi des musées dits virtuels est de « transmettre l'aspect spatial, interactif et expérientiel ».

### Bibliothèques
La plupart des bibliothèques traditionnelles se dotent de plus en plus d'un volet numérique, passant à l'ère du web 2.0. Les bibliothèques numériques gardent généralement les mêmes enjeux, principes et missions que l'institution à laquelle elles se rattachent, mais les documents sont beaucoup plus faciles d'accès et leur diffusion est bien plus efficace. Leur enjeu majeur lors du passage des ouvrages au numérique est d'« assurer la diffusion dans le respect des droits d'auteur ».

## Formats
On ne parle plus tellement de supports pour ces documents que de formats, de compression, d'encodage (pour la vidéo et le son) ainsi que de type de numérisation (mode texte ou mode image) le cas échéant. Ce nouveau mode de diffusion présente de nombreux avantages du point de vue de l'accessibilité (en tout temps, en tous lieux munis d'internet); par contre, il ne permet pas seul de garantir une durée et une qualité de conservation.
Dans les projets patrimoniaux la part de rétro-numérisation (c'est-à-dire de numérisation de textes produits initialement sous format papier) est dominante. On peut noter deux pratiques différentes : l'une consiste à mettre en ligne des images numérisées des exemplaires papiers (Gallica en est un exemple) et l'autre met en ligne uniquement les textes bruts récupérés (comme le Projet Gutenberg). Mettre en ligne ce dernier type de texte peut demander du travail supplémentaire d'extraction (OCR), mais permet de réduire le volume du fichier et autorise les recherches, les reformatages, les corrections, etc. Les deux approches peuvent être complémentaires dans la mesure où un organisme qui met en ligne les livres en mode « image » peut servir de source pour qu'un autre organisme crée une version « texte ».
Les formats de livres numériques forment un ensemble hétéroclite. Les enjeux économiques poussent les éditeurs surtout ceux qui aspirent à dominer le marché à délaisser les formats standards pour adopter des formats propriétaires exclusifs et fermés. En plus ces formats changent régulièrement pour lutter contre le piratage, ce qui complique encore les choses pour l’utilisateur. Par exemple, le format Kindle qui s’est successivement appelé Mobi, AZW et KF8. Aujourd’hui trois formats semblent plus répandus : Le format EPUB, à vocation universelle, le format PDF, et le format Kindle d’Amazon
Il y a des différences entre le format PDF et ePub. La première différence est que le ePDF conserve sa mise en pages alors que le format ePub déconstruit la mise en pages. L’accessibilité du texte en format ePub est plus facile, et il est plus facilement re distribuable, tandis que le format ePDF est plus fixe et son accès est compliqué alors que le format ePub est libre.
Quand le graphisme de livre est important, on utilise le PDF en revanche utiliser ePub a été recommandé pour la lecture d’un roman ou d’un essai.
Il y a d’autres formats, ouverts ou propriétaires que BANQ considère fiables à des fins de préservation.
- Formats texte : texte brut (TXT), Format ODF, RTF, Microsoft Word (DOCX), Microsoft Word 97-2003 (DOC)
- Formats structurés : HTM, XML, EPUB, PDF, Kindle
- Formats image : jpeg, png, gif, DJVU
- format audio : mp3, MPEG-2 Vidéo (MPEG2)
- Documents sonores : Wave Waveform Audio File Format (WAV) et Broadcast Wave (BWF), MPEG Audio Layer III (MP3)[21].

La baladodiffusion (podcast) est un exemple d’exploitation liée aux formats sonores. La création de « balados » s’est démocratisée pour devenir un mode de diffusion populaire avec l’arrivée de Web 2.0. Les balados se retrouvent maintenant sur différents blogues et réseaux sociaux. Par exemple, les Balados de BAC est une initiative notable en matière de diffusion en archivistique.
Actuellement, la seule manière de s’assurer qu’un document numérique sera lisible et exploitable par les générations futures est de le créer dans un format répondant à des critères définis dont on suivra les risques d’obsolescence, et pour lequel on mettra en place des stratégies de migration vers un autre format advenant qu’il devienne inutilisable . Par ailleurs BAnQ a les critères de sélection des formats :
- L’accessibilité et l’exhaustivité de la documentation
- La fréquence d’utilisation
- Le degré d’ouverture : lisible par plusieurs logiciels et un format ouvert
- La reconnaissance du format

### Droit d’auteur
Les bibliothèques ont toujours privilégié le droit d’usage collectif sur une application stricte du droit d’auteur en appliquant des formes de « tolérance de fait ». Ce compromis historique a été remis en question en Europe dès les années 1980, mais s’est amplifié par la suite sur la question du numérique et notamment de l’Internet.
En effet, les plateformes numériques, permettant l’accès à divers œuvres, ont suscité des interrogations sur la responsabilité de leurs acteurs vis-à-vis du public et des détenteurs de droits d’auteur. Dans ce paysage en mutation, le rôle des bibliothèques a pris une nouvelle dimension. Soumises au droit commun, elles sont, quant à elles, autorisées à numériser des œuvres protégées dans certains cas et sous certaines conditions. Par ailleurs, les bibliothèques numériques, dans leur mission de préservation et de diffusion du patrimoine culturel, accordent une importance particulière aux œuvres tombées dans le domaine public. Toutefois, la numérisation de ces œuvres soulève des défis juridiques, tels que la possibilité de créer de nouveaux droits d’auteur sur les copies numériques ou le respect des droits moraux des auteurs originaux. Ainsi, à l’ère du numérique, les bibliothèques naviguent entre les exigences du droit d’auteur et la nécessité de rendre les œuvres accessibles à tous.
Partant de cette considération, le droit d’auteur continue d'occuper une place centrale dans la gestion des bibliothèques numériques. Ce dernier est encadré par des lois et réglementations spécifiques qui varient selon les pays et les régions du monde. En Europe, par exemple, le droit d’auteur est régi par la législation de l’Union Européenne (UE), qui comprend 13 directives et 2 règlements. Parmi ces directives, la directive européenne sur le droit d’auteur, adoptée en 2019, vise à assurer une rémunération plus équitable des artistes et éditeurs de presse grâce au trafic généré par leurs contenus sur des plateformes telles que Google ou YouTube.  
Une disposition clé de cette directive concerne la fouille de textes et de données (FTD). De ce fait, l’UE a instauré une exception obligatoire au droit de reproduction exclusif et au droit d’empêcher l’extraction à partir d’une base de données pour les universités, les organismes de recherche et les institutions du patrimoine culturel. Cela signifie que ces institutions peuvent effectuer une analyse automatisée de textes et de données sous une forme numérique pour en extraire des informations. Cette exception vise à stimuler l’innovation et la création de connaissances à partir des ressources numériques disponibles dans les bibliothèques numériques. De plus, la directive met l’accent sur la responsabilité des celles-ci. Ainsi, les plateformes qui mettent à disposition du public des œuvres protégées par le droit d’auteur sont tenues responsables vis-à-vis du public et des titulaires de droits d’auteur. Elles doivent donc mettre en place des mesures pour prévenir et réprimer les violations du droit d’auteur, telles que des outils de reconnaissance des contenus ou des accords de licence avec les ayants droit. 
Au Canada, le droit d’auteur est régi par la Loi sur le droit d’auteur, qui encadre la protection des œuvres littéraires, artistiques, dramatiques et musicales. Elle concerne aussi les œuvres des collections d’une bibliothèque de recherche, y compris les articles scientifiques numériques. Selon cette loi, le droit d’auteur sur une œuvre expire généralement 70 ans après le décès de l’auteur. Après ce délai, les œuvres appartiennent au domaine public et peuvent être utilisées librement par tous. Par ailleurs, elle prévoit plusieurs exceptions pour les utilisateurs, dont l’utilisation équitable, les exceptions pour les établissements d’enseignement ainsi que les exceptions pour fins personnelles. L’utilisation équitable permet d’utiliser de courts extraits d’une œuvre protégée sans l’autorisation du titulaire du droit d’auteur. En outre, la Loi sur le droit d’auteur stipule qu’une bibliothèque publique ne viole pas le droit d’auteur lorsqu’une œuvre est reproduite au moyen d’un photocopieur en libre-service installé dans ses locaux si un avertissement réglementaire a été affiché et qu’une entente a été conclue avec une société de gestion collective, comme Copibec. Enfin, selon la Loi sur Bibliothèque et Archives nationales du Québec, les éditeurs sont tenus de déposer gratuitement un ou deux exemplaires de tout document publié au Québec, dans les sept jours de sa parution. Appelée dépôt légal, cette obligation s’applique aussi bien aux publications analogiques que numériques.
Dans le contexte actuel de numérisation et de diffusion en ligne des œuvres protégées, les bibliothèques numériques sont confrontées à des défis juridiques liés à la gestion des droits d’auteur adaptée aux nouvelles technologies. L’article 17 de la Directive sur le droit d’auteur de l’UE responsabilise les plateformes numériques pour la reconnaissance des contenus protégés. Au Canada, la Loi sur le droit de l’auteur pourrait être modernisée pour tenir compte des verrous numériques et des droits d’auteur autochtones afin de garantir un équilibre entre la protection des droits des auteurs et l’accès du public à l’information. Le dialogue entre les acteurs est donc essentiel pour trouver des solutions adaptées.

## De nouveaux enjeux pédagogiques
Dans un texte nommé « Quelles formations pour les bibliothèques numériques? », Yolande Estermann et Alain Jacquesson s’interrogent sur le métier du bibliothécaire dans un univers numérique. En effet, « L’organisation cohérente des bibliothèques numériques est l’une des réponses crédibles au phénomène de l’info-pollution […] à savoir la surabondance d’informations tant électroniques qu’imprimées à laquelle est confronté tout individu ». Ce nouveau paradigme change drastiquement le domaine de la bibliothéconomie, et demande de nouveaux spécialistes. Un bibliothécaire « traditionnel » ne saura pas comment gérer la différence engendrée par les contenus en ligne et ses nouveaux enjeux ; il importe donc de former une nouvelle génération de bibliothécaires numériques (parfois appelés cyberthécaires). Ceux-ci devront « maîtriser les concepts théoriques de la problématique liée à ce type de bibliothèque: le codage et l’architecture des documents numériques, par exemple ». Ces nouveaux spécialistes auront donc à se familiariser avec les nouveaux enjeux amenés par la bibliothèque numérique, autant au niveau technologique qu’au niveau théorique.

## Le logiciel libre au service des bibliothèques numériques
Selon Claire Scopsi, les bibliothèques françaises se tournent de plus en plus vers les logiciels libres pour assurer la gestion des bibliothèques numériques. Les logiciels libres proposeraient notamment une grande liberté au niveau du développement de nouvelles fonctionnalités, en plus de garantir pour les bibliothèques une certaine indépendance et la pérennité de leurs systèmes. Par ailleurs, l’esprit communautaire qui sous-tend l’utilisation des logiciels libres est compatible avec les valeurs d’accès au savoir véhiculées par les bibliothèques.

## Types de bibliothèques et exemples (non exhaustifs)
Les bibliothèques numériques peuvent avoir des objectifs différents du point de vue des connaissances qu'elles intègrent ou qu'elles souhaitent intégrer à leur contenu, tandis que certaines bibliothèques sont plus générales.
- Culturethèque[43] (créée par l'Institut français), propose aux francophones et francophiles du monde entier de découvrir des contenus culturels divers et récents, promouvant ainsi la culture francophone et la langue française.
- Cyberlibris propose des bibliothèques destinées aux étudiants via ses plateformes scolaires (KoobyVox, ScholarVox CDI, BTS, ScholarVox Management, etc.), aux professionnels et aux institutions publiques via sa plateforme dédiée (ExecVox), ainsi qu'aux librairies et médiathèques (BiblioVox).
- Gallica, la bibliothèque numérique de la Bibliothèque nationale de France regroupe différents types de documents, à savoir des livres numérisés, des revues ou des photos et ne semble pas avoir de thème principal. De même que Google Livres, qui répertorie des livres libres de droit mais qui propose aussi un service payant grâce à la boutique Google Play, c'est la plus grande bibliothèque numérique de livres du monde.
- L'Internet Archive est une bibliothèque consacrée à l'archivage du Web, qui contient des copies prises à différents moments de pages internet, de logiciels, de livres et d’enregistrements audio.
- Numilog est une bibliothèque numérique et audio basée en France qui offre à la plupart des éditeurs libres une vitrine où publier leurs livres en langue française, avec une section dédiée aux téléchargements de ebooks gratuits et un volet d'autoédition.
- YouScribe ou Scribd proposent un vaste choix de livres et documents de thématiques très diverses. Une partie du contenu est gratuit ou accessible avec un abonnement à des livres.

### Bibliothèques numériques basées sur un thème particulier

#### Bibliothèques ayant un thème historique
- European Navigator, sur l'histoire de la construction européenne, créée par le Centre virtuel de la connaissance sur l'Europe (CVCE).
- Europeana Regia, qui présente des manuscrits royaux du Moyen Âge et de la Renaissance.
- La bibliothèque des phares dédiée à la connaissance des phares français et étrangers auxquels les ingénieurs des Ponts ont apporté une large contribution, créée par la Direction de la documentation, des archives et du patrimoine de l'École des Ponts ParisTech.
- La bibliothèque numérique de l'Observatoire de Paris, spécialisée en astronomie et astrophysique.
- Bibliothèques d'Orient, qui porte sur les relations politiques, scientifiques, religieuses et culturelles entre l'Orient et l'Occident jusqu'en 1945

#### Bibliothèques ayant un thème culturel
- La bibliothèque numérique kurde de la Fondation-Institut kurde de Paris, qui est constituée d'écrits sur les Kurdes et le Kurdistan.
- Manioc.org, qui est une bibliothèque numérique contenant des ouvrages sur les Caraïbes et l'Amazonie.
- Le projet Runeberg est une bibliothèque numérique sur les ouvrages et auteurs nordiques.
- BookeenStore, la bibliothèque en ligne de livres numériques[44] développée par Bookeen, le fabricant français de livres électroniques.
- HathiTrust, mise en commun du contenu des bibliothèques numériques de plusieurs universités ainsi que de Google Livres et d'Internet Archive.
- Hortalia est un des principaux fonds documentaires spécialisés en horticulture. Issu de la bibliothèque de la SNHF créée en 1827, elle permet aujourd'hui de consulter en ligne de très nombreux documents anciens, de revues horticoles, de gravures… Son catalogue regroupe les documents de nombreuses Sociétés régionales d'horticulture[45].
- Distributed Proofreaders est un site proposant une liste des sites mettant à disposition des livres au format image.
- Persée est un portail français proposant en libre accès les collections rétrospectives des grandes revues scientifiques francophones en sciences humaines et sociales.
- Calames, Catalogue Collectif des manuscrits (géré par l'Agence bibliographique de l'enseignement supérieur), propose désormais la conservation des manuscrits numérisés et leur visualisation.
- Les Classiques des sciences sociales, une bibliothèque numérique québécoise (canadienne) spécialisée en sciences humaines.
- La Jubilothèque, bibliothèque numérique en sciences (sciences de la Terre, physique, chimie, neurosciences) contenant des ouvrages et thèses du XIXe et début XXe siècle[46].
- CujasNum, la bibliothèque numérique de la Bibliothèque Cujas, qui donne accès aux fondamentaux du droit à travers la numérisation de son fonds patrimonial.
- La bibliothèque numérique Europeana Regia a permis de présenter 1200 manuscrits royaux du Moyen Âge et de la Renaissance
- IRIS, la bibliothèque numérique en histoire des sciences de Lille 1, jette un regard sur le passé des sciences modernes (XIXe-début XXe siècle).
- Limédia galeries, bibliothèque numérique patrimoniale du Sillon Lorrain utilisant la licence ouverte propulsée par Etalab.

#### Bibliothèques sous forme d'entrepôts universitaires
Des universités sont impliquées dans le développement d'entrepôts institutionnels des livres, documents, thèses et autres travaux faits au sein de l'académie et qui peuvent être numérisés s'ils ne sont pas « nés numériques ». Une majorité de ces entrepôts est accessible au grand public avec des restrictions, en accord avec les objectifs d'accès libre mais en opposition avec la publication des recherches dans les journaux commerciaux (où l'éditeur offre des accès limités).
L’Association des bibliothèques de recherche du Canada définit un entrepôt institutionnel comme étant « une archive numérique de la production intellectuelle d’un établissement ».
Aussi appelés Dépôt institutionnel, les entrepôts institutionnels visent donc à regrouper la production intellectuelle d’une institution en particulier (par exemple, une université). Un dépôt institutionnel permet ainsi aux professeurs et aux étudiants d’une université de diffuser leur travail de recherche. Plus largement les dépôts institutionnels « permettent de centraliser, de préserver et de rendre accessibles les connaissances générées par les établissements d’enseignement ».
Néanmoins, leur existence dépasse le cadre strictement universitaire, puisque « ces dépôts font également partie d’un système mondial plus large de dépôts, qui sont indexés de manière standardisée, et consultable à l’aide d’une seule interface, fournissant ainsi les bases d’un nouveau modèle de l’édition savante ».
Au Canada, les dépôts institutionnels s’ancrent généralement dans une visée du libre accès, c’est-à-dire qu’elles se basent sur « un modèle de communication savante qui promet d’améliorer considérablement l’accessibilité aux résultats de recherche ». Plus spécifiquement, les Instituts de recherche en santé du Canada (IRSC), le Conseil de recherches en sciences naturelles et en génie du Canada (CRSNG) et le Conseil de recherches en sciences humaines du Canada (CRSH) ont promulgué, en 2015, la Politique des trois organismes sur le libre accès aux publications, qui demande que tous les résultats des recherches effectuées à l’aide de fonds publics soient rendus disponibles gratuitement, favorisant ainsi le dépôt en libre accès des documents de la recherche dans un entrepôt institutionnel.

### Bibliothèques numériques de sons
- Arte radio

### Bibliothèques numériques d'images
- Flickr
- Wikimedia Commons

### Bibliothèques numériques généralistes
- Bibliothèque numérique européenne, Portail mis en ligne en novembre 2008 en reprenant le nom Europeana qui n'était au départ que celui d'un prototype lancé par la France, la Hongrie et le Portugal (voir aussi Office des publications officielles des Communautés européennes).
- HOPE - Heritage of the People's Europe, projet de bibliothèque numérique dans le domaine de l'histoire sociale.
- La bibliothèque numérique limédia propose depuis 2018, à la fois une offre patrimoniale de collections numérisées (Galeries et Kiosque), dont les contenus sont libres de droit sous licence ouverte Etalab accessible à tous et une offre de contenus culturels (Mosaïque) qui nécessite l'abonnement à l'une des 74 bibliothèques du réseau pour y accéder.

## Bibliothèque pour tout le monde
- La publication de l’IFLA « Recommandation pour les services aux personnes dyslexiques en bibliothèque » nous rappelle l’importance de rendre disponible la culture et l’information à tous. Quel que soit leur handicap ou leur difficulté à lire. C’est une question d’accès à l’information et à la démocratie participative[51]. En 2019, SONDO, la bibliothèque numérique inclusive des collèges aide les élèves DYS ou dyslexiques qui ont un problème de la lecture, de la difficulté à lire ou bien mémoriser les mots ou à les orthographier. Les livres sont en version numérique FROG et audio, adaptées aux lectures recommandées au programme dans un format numérique[52].